# Technische Hochschule Bingen

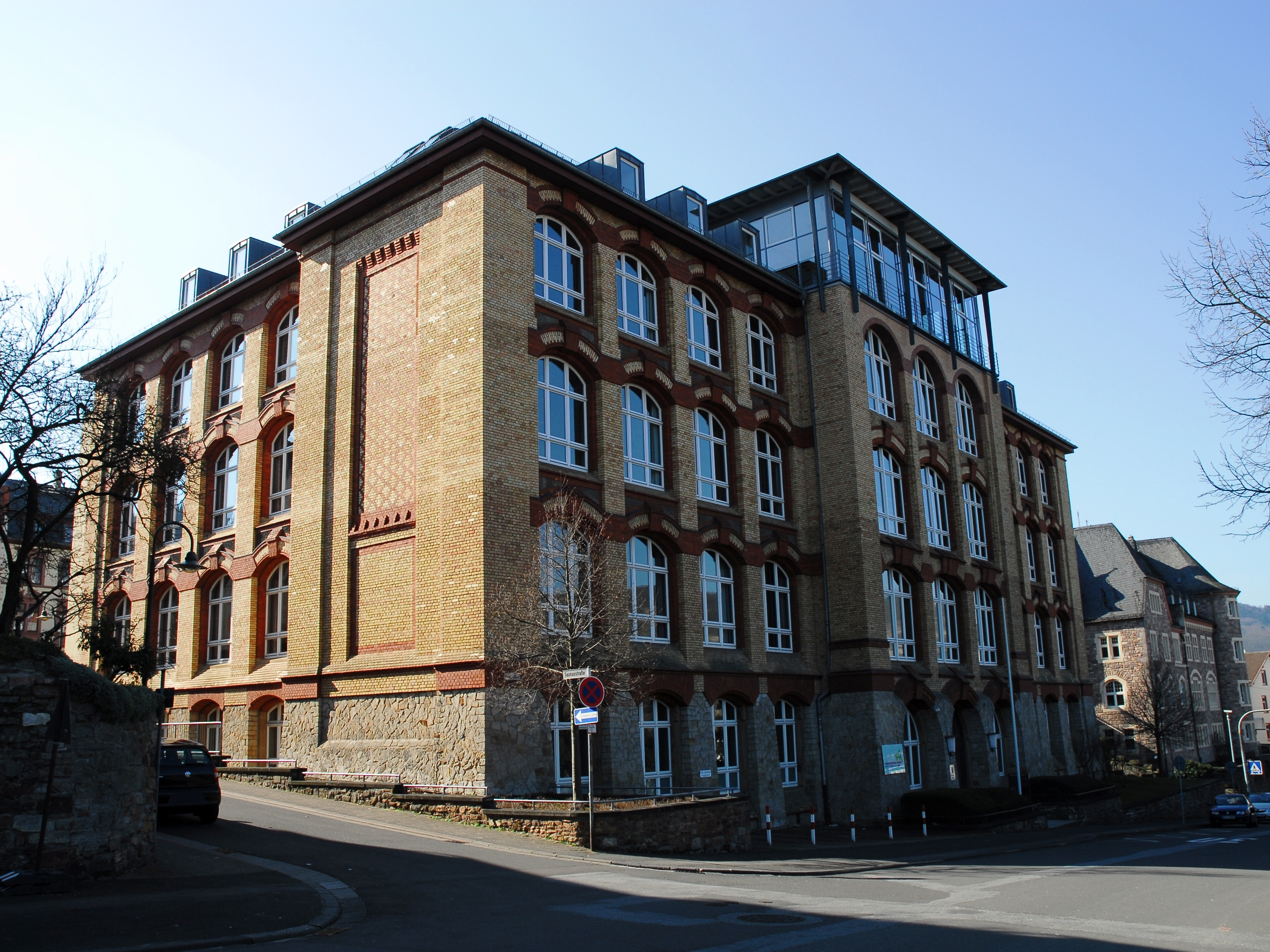
Stadtgebäude der Technischen Hochschule Bingen (ehemaliges Rheinisches Technikum)

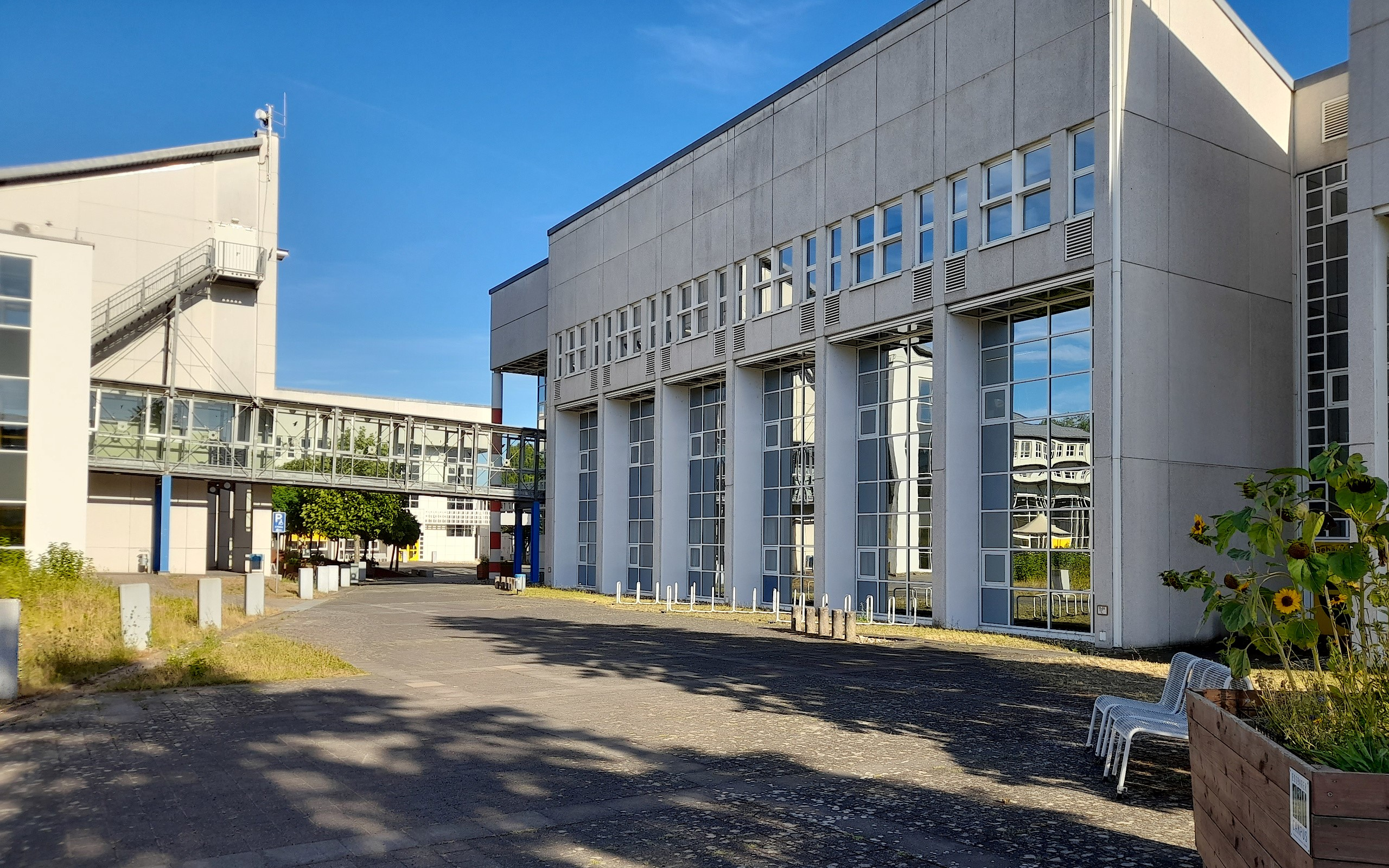
Campus der Technischen Hochschule Bingen

Die Technische Hochschule Bingen (kurz TH Bingen) ist eine Fachhochschule des Landes Rheinland-Pfalz. Sie ist die einzige Hochschule in Bingen am Rhein und die einzige im Landkreis Mainz-Bingen.

## Geschichte
Die Technische Hochschule Bingen wurde 1897 als Rheinisches Technikum (für Maschinenbau und Elektrotechnik) von Hermann Hoepke gegründet. Die gute Infrastruktur und die landschaftlich reizvolle Lage am Zusammenfluss von Rhein und Nahe waren entscheidend für die Standortwahl. Seit damals wird den Studierenden eine praxisnahe Ausbildung in technisch-naturwissenschaftlichen Fächern geboten.
Das Studienangebot reicht von traditionellen Ingenieurwissenschaften über Informations- und Kommunikationstechnik bis zu einer breiten Auswahl biologisch-naturwissenschaftlicher Studiengänge.

Logo der FH Bingen bis 2016

1937 wurde sie in Ingenieurschule Bingen am Rhein umbenannt, 1964 in Staatliche Rheinische Ingenieursschule. Seit 1971 war sie als Abteilung Bingen Teil der Fachhochschule Rheinland-Pfalz, der Standort Bad Kreuznach (Elektro- und Verfahrenstechnik und Landbau), davor Ingenieurschule für Landbau kam hinzu. 1973 wurde die neue Fachrichtung Umweltschutz eingeführt. 1987 wurde ein neuer Hochschul-Campus eingerichtet. Gleichzeitig zog der Landbau von Bad Kreuznach nach Bingen.
1996 wurde die Hochschule als Fachhochschule Bingen selbstständig. 2006 stellte sie alle Studiengänge auf Bachelor- und Masterabschlüsse entsprechend dem Bologna-Prozess um. Zum 1. Juni 2016 benannte die Fachhochschule Bingen sich in Technische Hochschule Bingen um.
Am 2. Februar 2017 wurde das Hermann-Hoepke-Institut (HHI) der TH Bingen eröffnet. Das neue Institut soll die Forschungsaktivitäten in den Bereichen Agrar, Umwelt, Energie, Technik und Informatik bündeln. Zeitgleich wurde das Stadtgebäude der TH in Gedenken an den Gründer in Hermann-Hoepke-Technikum umbenannt.
2023 begann der 3. Bauabschnitt, in dem das Auditorium maximum errichtet werden soll.

## Standorte
Heute gibt es zwei Standorte:
- Hermann-Hoepke-Technikum (Stadtgebäude): Rochusallee 4, Bingen-Stadt
- Campus: Berlinstr. 109, Bingen-Büdesheim

## Studiengänge und Fachbereiche
Die Technische Hochschule Bingen bietet ein breites Spektrum zum Studium der unterschiedlichsten Ingenieursdisziplinen. Neben dem klassischen Vollzeit-Studium ermöglichen viele Studiengänge ein duales Studium mit vertiefter Praxis, parallel zur Ausbildung oder parallel zum Beruf.
- Fachbereich I (Life Sciences and Engineering):
  - Agrarwirtschaft (Bachelor of Science)
  - Angewandte Bioinformatik (Bachelor of Science, FB I und FB II)
  - Biotechnologie (Bachelor of Science)
  - Medizinische Biotechnologie (Bachelor of Science)
  - Synthetische Biotechnologie (Master of Science)
  - Energie-Betriebsmanagement (Master of Engineering)
  - Energie-, Gebäude - und Umweltmanagement (Master of Science)
  - Environmental Sustainability (Master of Science)
  - Energie- und Verfahrenstechnik (Bachelor of Science)
  - Klimaschutz und Klimaanpassung (Bachelor of Science)
  - Landwirtschaft und Umwelt (Master of Science)
  - Verfahrens- und Prozesstechnik (Bachelor of Science, Master of Engineering)
  - Regenerative Energiewirtschaft und Versorgungstechnik (Bachelor of Science)
  - Umweltschutz (Bachelor of Science, Master of Science)
  - Weinbau und Oenologie (Bachelor of Science), am Weincampus Neustadt

- Fachbereich II (Technik, Informatik und Wirtschaft):
  - Angewandte Bioinformatik (Bachelor of Science, FB I und II)
  - Elektrotechnik (Bachelor und Master of Engineering)
  - Informatik (Bachelor und Master of Science)
  - Maschinenbau (Bachelor of Engineering, Master of Science)
  - Maschinenbau – Industrial Engineering (Bachelor of Engineering)
  - Mobile Computing (Bachelor of Science)
  - Smart Systems Engineering (Bachelor of Engineering)
  - Wirtschaftsingenieurwesen (Bachelor und Master of Engineering)